# カンバセーションズ
『カンバセーションズ』 (Conversations with Other Women) は、ハンス・カノーザ監督、2005年のアメリカ映画。アーロン・エッカート、ヘレナ・ボナム＝カーター主演。結婚式で久々に再会した男と女を、映画全編にわたって左右に2分割された画面で描いている。
2005年10月に第18回東京国際映画祭コンペティション部門にて『女たちとの会話』の題で上映され、審査員特別賞と最優秀主演女優賞（ヘレナ・ボナム＝カーター）を受賞。アメリカでは2006年8月11日に13館で公開された。日本では2007年2月3日にまずシネスイッチ銀座にて公開、その後、全国にて順次公開された。
各方面とのコラボも活発的で、フレンチブランド『リリクローブ』やレストラン『EKKI Bar&Grill』、チョコレート『POULAIN』など。
主題歌「J'en connais」はモデルの カーラ・ブルーニ。

## キャスト
| 役名                                   | 俳優                     | 日本語吹替 |
| -------------------------------------- | ------------------------ | ---------- |
| 男                                     | アーロン・エッカート     | 東地宏樹   |
| 女                                     | ヘレナ・ボナム＝カーター | 深見梨加   |
| 昔の彼女                               | ノラ・ザヘットナー       | 山田里奈   |
| 昔の男                                 | エリック・アイデム       | 高橋広樹   |
| 花婿                                   | ブライアン・ジェラティ   |            |
| 花嫁                                   | ブリアンナ・ブラウン     |            |
| エレベーターに同乗したブライズ・メイド | オリヴィア・ワイルド     |            |